# Đại bàng đen Buzzard
Đại bàng đen Buzzard hay Đại bàng xám Buzzard, Đại bàng xanh Chile (tên khoa học Geranoaetus melanoleucus) là một loài chim săn mồi trong họ Accipitridae. Loài này thường sống ở khu vực Nam Mỹ.

## Mô tả

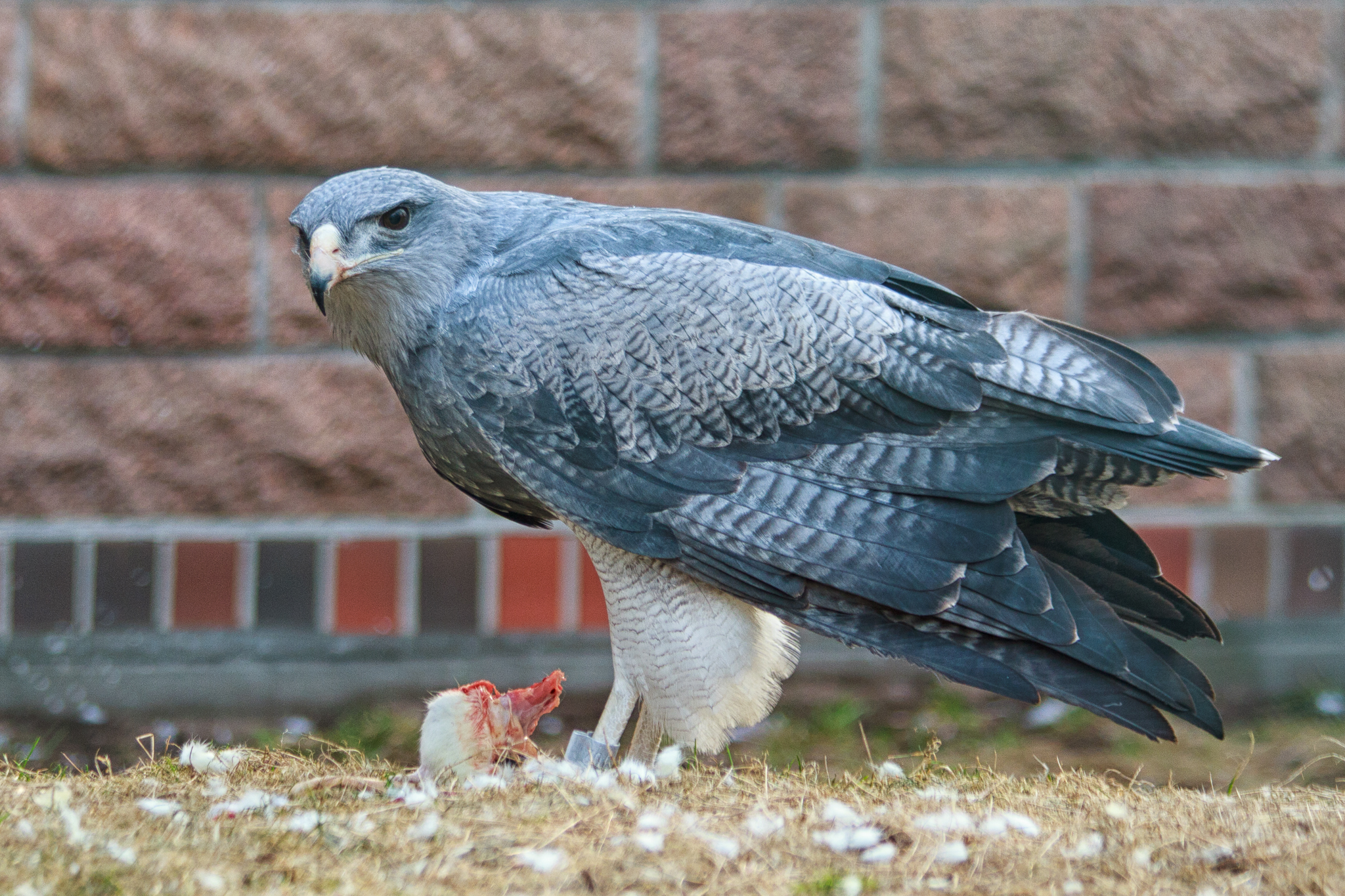
Một con Đại bàng đen Buzzard

Loài đại bàng nay trông khá giống với chim ó hay diều hâu với chiều dài khi trưởng thành khoảng 60–80 cm, sải cánh 149–200 cm, nặng từ 1,7 đến 3,2 kg. Cánh của chúng có màu đen xen lẫn với màu trắng trong khi đuôi thon gọn, ngắn. Trên lưng có màu xám đậm xen lẫn đen, nâu hoặc xanh nhạt. Lông bụng của chúng có màu trắng nổi bật. Cá thể cái lông có màu đỏ quế ở phía trên và dưới cánh
Loài này phân làm hai phân loại nhỏ hơn là:
- Geranoaetus melanoleucus melanoleucos: Đại bàng đen Buzzard phía Đông, được tìm thấy ở Brasil (Alagoas, Rio de Janeiro, và São Paulo), Paraguay, Uruguay và khu vực Đông Argentina.
- Geranoaetus melanoleucus australis: Đại bàng đen Buzzard phía Tây, thường nhỏ hơn so với loài phía Đông, được tìm thấy ở vùng núi Andes bao gồm: Venezuela (Mérida), Colombia, Ecuador, Peru, Bolivia, Chile và Argentina (Tierra del Fuego)